# Cavalese
Cavalese (deutsch bzw. im Gebrauch der deutschsprachigen Minderheit im Fleimstal "Gablöss") ist eine italienische Gemeinde (comune)  mit 3987 Einwohnern (Stand 31. Dezember 2023) in der autonomen Provinz Trient (Trentino), etwa 20 km südlich von Bozen und 30 km von Trient gelegen. Die Gemeinde ist nach dem Hauptort benannt, dieser ist Verwaltungssitz der Talgemeinschaft Fleimstal (italienisch Comunità territoriale della Val di Fiemme).

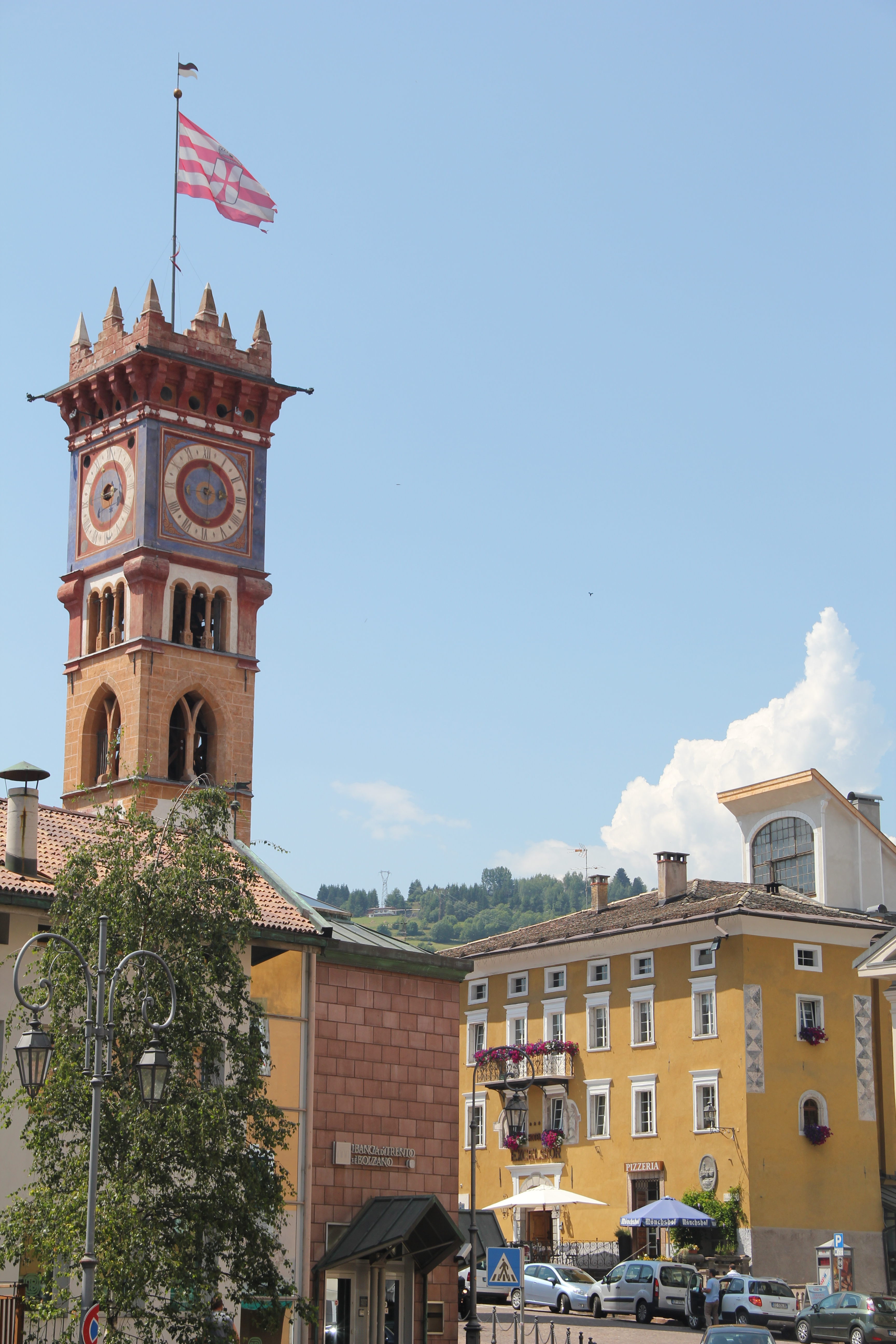
Im Zentrum von Cavalese mit dem Bürgerturm der Kirche San Sebastiano

## Verwaltungsgliederung
Zur Gemeinde gehören neben dem gleichnamigen Hauptort noch die Fraktion Masi sowie die Weiler und Einzelsiedlungen Milon, Chelò, Baldessalon, Schinza, Palua, Paluatti, Pozze, Coa, Micelette, Celten, Cavazzal mit Lusana und Galina sowie Marco mit den Einzelsiedlungen Gretel (bisweilen auch Grettel) und Predazzani.

## Geschichte
Im 16. und 17. Jahrhundert bauten Bischöfe und Adelige aus dem Trentino ihre Paläste in Cavalese. 1810 wurde der Bischofspalast zum Verwaltungssitz der Talgemeinde Fleims (italienisch Magnifica Comunità di Fiemme) erhoben. Das Wappen wurde der Gemeinde bereits 1588 von Kardinal Ludovico Madruzzo verliehen und besteht aus sechs weißen und roten Bändern, die von einem Kreuz überragt werden. Bis 1919 gehörte Cavalese zur gefürsteten Grafschaft Tirol und somit zu Österreich-Ungarn. Cavalese war Garnisonsstadt der k.u.k. Armee. 1914 war hier das Böhmische Feldjäger-Bataillon Nr. 12 stationiert.

## Sehenswürdigkeiten

### Kirche San Sebastiano

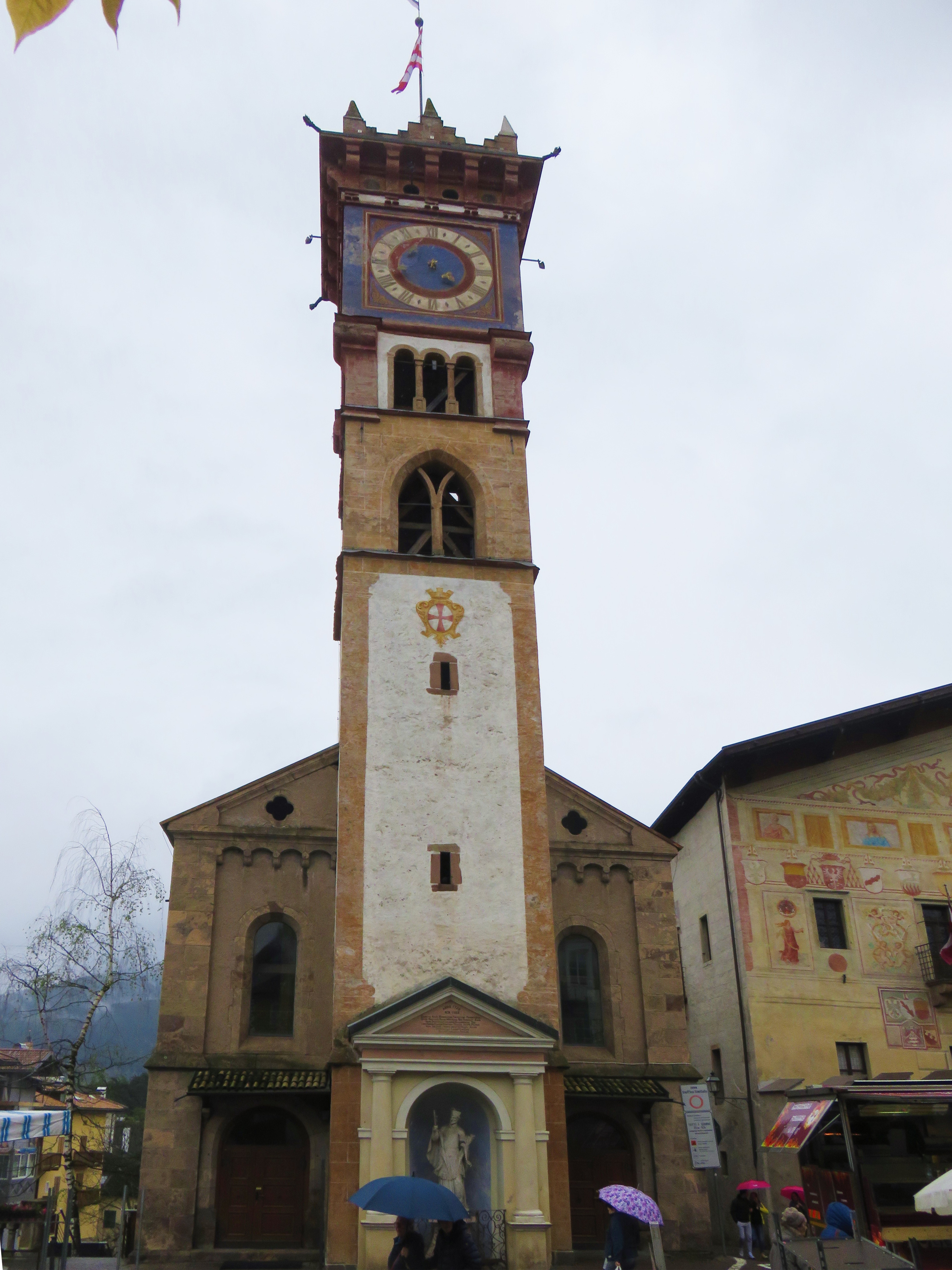
San Sebastiano in Cavalese

Bereits 1464 gab es an derselben Stelle eine kleine Kapelle in der Funktion einer Votivkirche, von den Stadtbürgern als Dank für die Rettung der Bevölkerung vor einer schweren Pestepidemie errichtet, die die Region heimgesucht hatte. Um 1870, etwa ein Jahrhundert nach der Erweiterung des Kirchenbaus, wurde das bestehende Gebäude abgerissen und eine neue Kirche mit anderer Ausrichtung wieder aufgebaut, wobei der 1805 nach einem Entwurf von Antonio Longo errichtete Glockenturm belassen und in die neue Fassade eingegliedert wurde. Die Kirche mit dem Glockenturm, der auch als Bürgerturm fungiert, ist zusammen mit dem Bischofspalast ein Symbol für die administrative Autonomie der Stadt. Seit 1739 beherbergt der kleine Bau am Fuße des Turms die Statue von Johannes Nepomuk, um die Cavalesen vor Überschwemmungen zu schützen.

### Bischofspalast

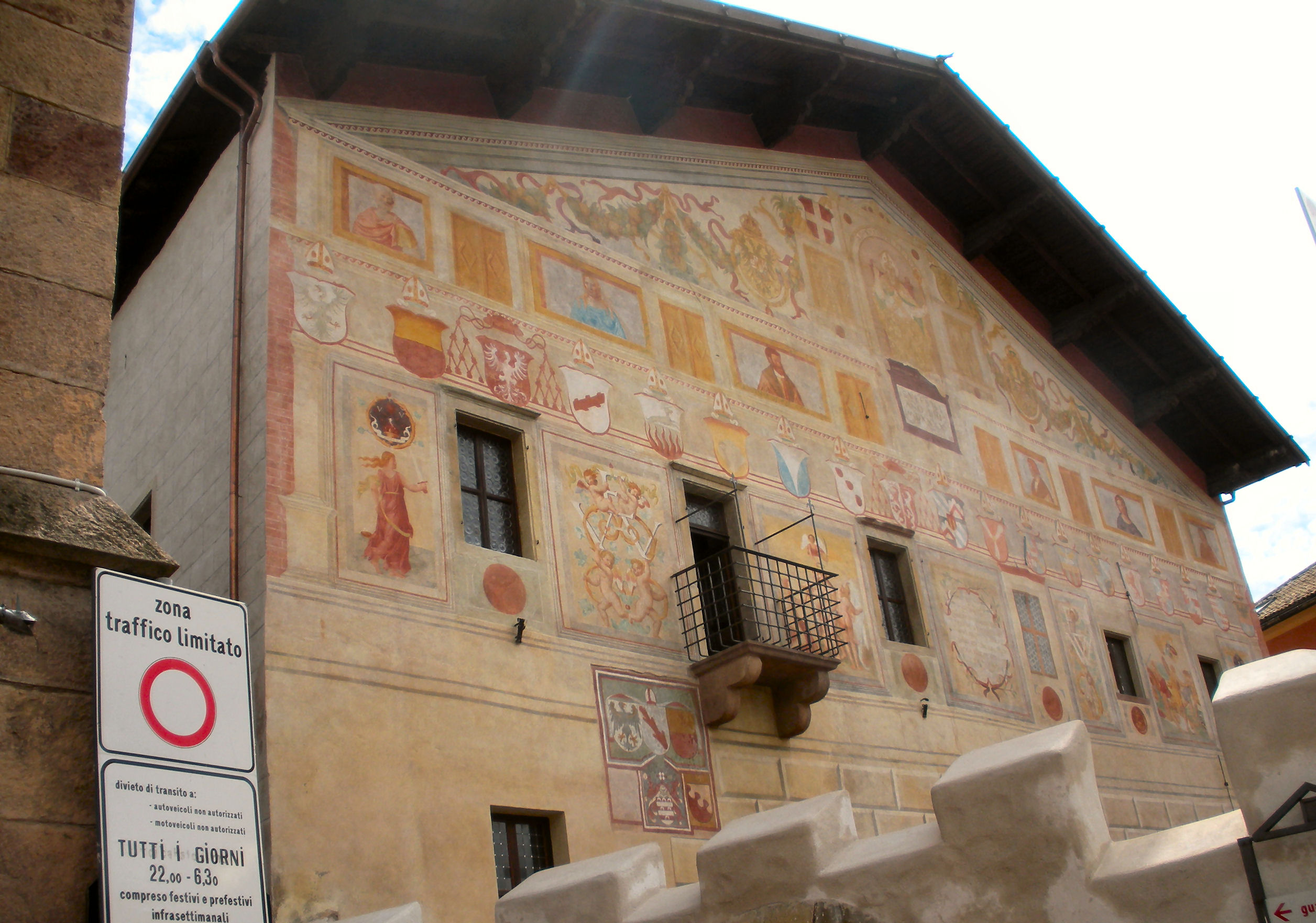
Ehemaliger Bischofspalast in Cavalese, jetzt Verwaltungssitz der Magnifica Comunità di Fiemme

Einer der Vorgängerbauten des späteren Gebäudekomplexes stammt aus dem 12. Jahrhundert. Wahrscheinlich gegen Ende des 13. Jahrhunderts wurde der Palast auf Geheiß der Bischöfe von Trient errichtet, um ihren Pfarrern einen Sitz im Fleimstal zu bieten, aber auch um als Sommerresidenz zu dienen. Nach 1314 wurde der Palast zum ständigen Sitz des Bischofsvertreters und im Laufe des Jahrhunderts vom Bischofsprinzen als Sommerresidenz genutzt. Ab dem 15. Jahrhundert unterzogen die Bischöfe das Gebäude mehrfachen Umwandlungen. Ulrich von Frundsberg (Fürstbischof 1488–1493) brachte das Gebäude zu seiner heutigen Größe, indem er die in früheren Perioden errichteten Bauwerke zu einem einzigen Ensemble zusammenfasste. Unter Bernardo Clesio (1514–1539) und seinem Nachfolger Cristoforo Madruzzo (1539–1567) wurde der Bau wesentlich umgestaltet, insbesondere zwischen 1537 und 1540. Im zweiten Stock wurde ein großer Audienzsaal eingerichtet, während im Erdgeschoss neue Gefängnisräume entstanden. Im Ergebnis zeigt sich bis heute eines der bedeutendsten Renaissance-Residenzen im gesamten Trentino. Seit 1810 ist das Gebäude Verwaltungssitz der Talgemeinde Fleims, die es 1850 käuflich erworben hat. Im 20. Jahrhundert führte die Gemeinde mehrere Restaurierungskampagnen durch, so etwa 1935 und 1938. Seit der letzten Restaurierung, die 2009 abgeschlossen wurde, wird das zweite Stockwerk des ehemaligen Bischofspalastes als Kunstmuseum genutzt. Im ersten Stock befinden sich heute die Büros der Talgemeinde Fleims sowie ihr Archiv, das zahlreiche Pergamente vom 13. bis zum 18. Jahrhundert enthält.

## Verkehr
Cavalese ist ein wichtiger Verkehrsknotenpunkt für den Kraftverkehr. Hier trifft die SS 48 auf die SS 620.
In Cavalese erreichte die eingestellte Fleimstalbahn nach Überwindung des San-Lugano-Sattels wieder den Talboden.

## Sport
Durch Cavalese führt der Skilanglaufmarathon Marcialonga, einer von sechzehn Läufen der Worldloppet-Serie.

## Schwere Unfälle
In die internationalen Schlagzeilen geriet der Ort durch zwei schwere Unfälle der zur Alpe Cermis führenden Luftseilbahn:
Am 5. Januar 2013 ereignete sich bei Cavalese ein Unglück, bei dem acht russische Wintersportler, die mit einem Schneemobil samt angehängtem Lastenschlitten unterwegs waren, auf der Abfahrt „Olimpia II“ an der Alpe Cermis von der Piste abkamen. Sie stürzten einen etwa 100 Meter tiefen Abhang hinunter. Sechs von ihnen kamen zu Tode, zwei überlebten schwer verletzt.

## Persönlichkeiten
- Michelangelo Unterberger (1695–1758), Barockmaler
- Franz Sebald Unterberger (1706–1776), Barockmaler, Bruder des Michelangelo Unterberger
- Giovanni Antonio Scopoli (1723–1788), Naturforscher
- Cristoforo Unterberger (1732–1798), Barockmaler, Neffe des Franz Sebald Unterberger
- Karl Joseph von Riccabona (1761–1839), Bischof von Passau
- Benedikt Riccabona von Reichenfels (1807–1879), österreichischer Geistlicher
- Carlo Esterle (1818–1862), Mediziner und Politiker
- Josef Gelmi (* 1937), Kirchenhistoriker
- Lidia Trettel (* 1973), Snowboarderin
- Antonella Confortola (* 1975), Skilangläuferin und Bergläuferin
- Stefano Palma (* 1979), Weltmeister militärischer Fünfkampf[5]
- Mirko Deflorian (* 1980), alpiner Skirennläufer
- Cristian Deville (* 1981), Skirennläufer
- Luca Felicetti (* 1981), Eishockeyspieler
- Alessio Bolognani (* 1983), Skispringer
- Chiara Costazza (* 1984), Skirennläuferin
- Tania Detomas (* 1985), Snowboarderin
- Diego Dellasega (* 1990), Skispringer
- Roberto Dellasega (* 1990), Skispringer
- Enrico Nizzi (* 1990), Skilangläufer
- Gaia Vuerich (* 1991), Skilangläuferin
- Veronica Gianmoena (* 1995), Nordische Kombiniererin und Skispringerin
- Giacomo Gabrielli (* 1996), Skilangläufer
- Paolo Ventura (* 1996), Skilangläufer
- Patrick Braunhofer (* 1998), Biathlet
- Giacomo Bertagnolli (* 1999), paralympischer Alpinskifahrer
- Alessandro Chiocchetti (* 2001), Skilangläufer
- Elia Zeni (* 2001), Biathlet
- Iacopo Bortolas (* 2003), Nordischer Kombinierer
- Annika Sieff (* 2003), Nordische Kombiniererin